# تحت الدولاب
تحت الدولاب أو تحت العجلة (بالألمانية: Unterm Rad) رواية من تأليف هرمان هيسه الحائز على جائزة نوبل للأدب، نُشرت للمرة الأولى في عام 1906. ينتقد هيسه في هذه الرواية التعليم الذي يقتصر فقط على أداء الطالب الأكاديمي، وهي تحتوي على عناصر استسقاها من تجربته أثناء دراسته في دير في ماولبرن.

## نبذة عن الرواية
تدور أحداث الرواية حول هانز جيبينرات، طالب متفوق يتم قبوله في مدرسة دينية مرموقة، لكنه يواجه ضغوطًا نفسية واجتماعية هائلة تؤدي إلى انهياره التدريجي. من خلال هذه القصة، ينتقد هسه النظام الذي يُعلي من شأن التحصيل الأكاديمي ويُهمل الجانب الإنساني والروحي للطالب، مستندًا إلى تجربته الشخصية أثناء دراسته في دير ماولبرن.

## شخصيات الرواية
- هانز جيبينرات هو بطل الرواية، طالب متفوق يتم اختياره للالتحاق بمدرسة دينية مرموقة. يمثل ضحية النظام التعليمي الصارم الذي يهمل الجانب الإنساني والروحي. شخصيته تعكس التوتر بين الطموح المفروض عليه وبين رغباته الداخلية المكبوتة.
- هيرمان هايلر زميل هانز في المدرسة، يتميز بشخصية متمردة وفكر حر. يمثل الجانب الفني والروحي الذي يفتقر إليه هانز، ويؤثر عليه بشكل كبير. هايلر هو نقيض النظام، ويجسد الحرية الفكرية والإبداع.
- والد هانز شخصية ثانوية لكنها مؤثرة، يضغط على ابنه لتحقيق النجاح الأكاديمي، مما يساهم في تفاقم أزمة هانز النفسية.
- المدرسون في المدرسة الدينية،مجموعة تمثل السلطة التعليمية الصارمة التي تهمل الجانب الإنساني للطلاب.

## أقتباسات من الرواية
"لقد كان عليه أن يتعلم كيف يعيش، لا كيف ينجح." تعكس هذه العبارة جوهر الرواية، حيث يُنتقد النظام الذي يربّي على التفوق الأكاديمي ويهمل الحياة الروحية والإنسانية.
"المدرسة لا تزرع فينا إلا الخوف، لا الفضول." نقد مباشر للمؤسسات التعليمية التي تقتل الإبداع وتغرس الانضباط القسري.
"كلما ارتفع سقف التوقعات، انخفضت قدرة الروح على التنفس." تصوير شعري لضغط المجتمع على الفرد، خاصة في مرحلة المراهقة.

"كان يشعر وكأن روحه تُسحق تحت عجلة لا ترحم." وهو اقتباس يربط مباشرة بعنوان الرواية، ويجسد الإحساس بالضياع والضغط النفسي.

## أسلوب الرواية
رواية تحت الدولاب لهيرمان هسه تُعد من أبرز أعماله المبكرة، وقد نُشرت عام 1906 لتجسّد نقدًا صارخًا للنظام التعليمي والمجتمعي الذي يُغفل الجانب الإنساني لصالح التفوق الأكاديمي والانضباط الصارم. بأسلوب أدبي شاعري يتسم بالبساطة والعمق، يروي هسه مأساة الطالب المتفوق هانز جيبينرات الذي يُسحق تحت وطأة التوقعات والمناهج القاسية، ما يؤدي إلى انهياره النفسي والروحي. اعتمد الكاتب على السرد بضمير الغائب، وبرزت في النص الرمزية والتأمل الفلسفي، حيث يمثل "الدولاب" آلة المجتمع التي تطحن الفرد دون رحمة. تجلّى تأثير تجربة هسه الشخصية في المدرسة الدينية بشكل واضح، فأضفى على الرواية صدقًا وجدانيًا وواقعية ناقدة. ينتمي النص إلى تيار الرواية التربوية، لكنه يبتعد عن نهايات النضج التقليدية ليقدم صورة مظلمة لانهيار الذات أمام قوى القمع والتشكيل الاجتماعي.

## وصلات خارجية
- تحت الدولاب على موقع الموسوعة البريطانية (الإنجليزية)

| - تحت الدولاب، على كتب جوجل. - تحت الدولاب، على الفهرس العالمي. - تحت الدولاب، على مكتبة جامعة ميشيغان. | - تحت الدولاب، على جود ريدز. - تحت الدولاب، على موقع أمازون. - تحت الدولاب، على مكتبة جامعة هارفارد. |  |